# Groß Berkel

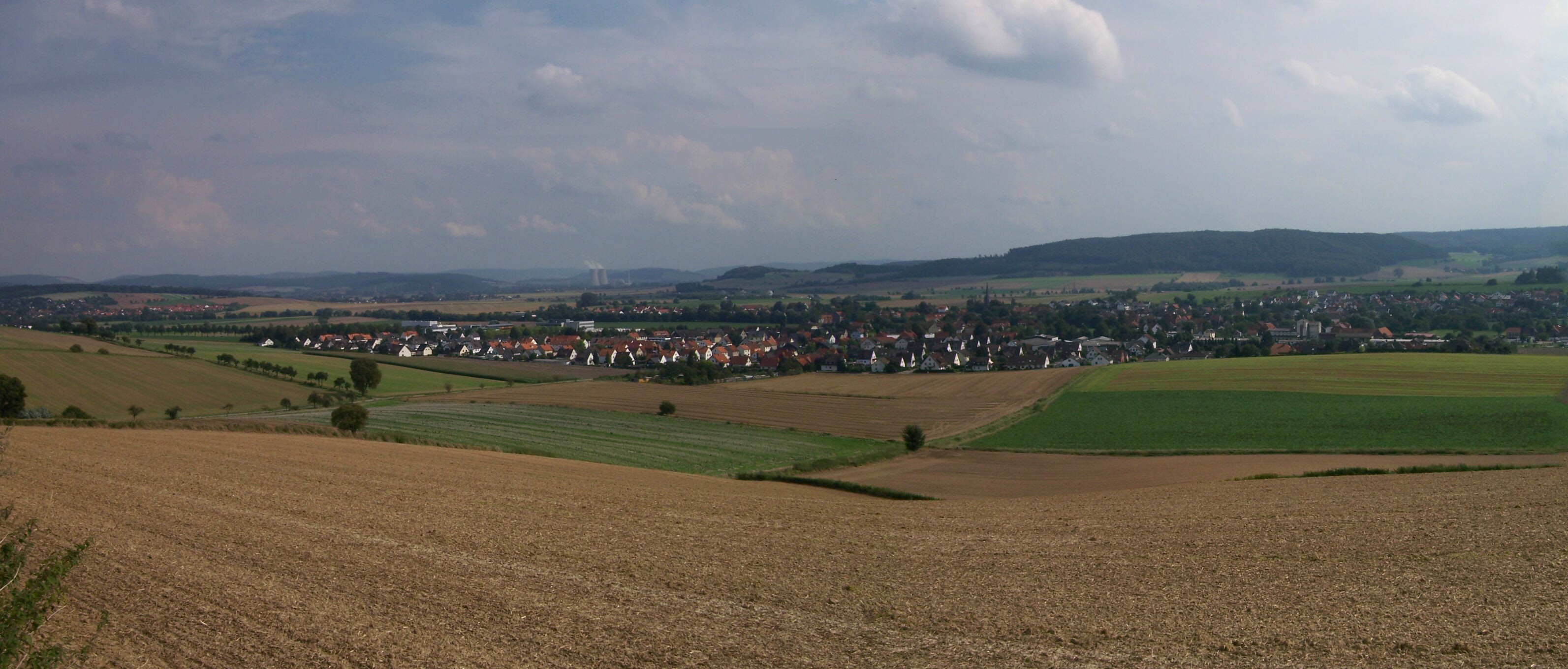
Groß Berkel vom Riepen aus in südöstliche Richtung

Groß Berkel ist ein Ortsteil des Fleckens Aerzen im Landkreis Hameln-Pyrmont in Niedersachsen.

## Geographische Lage
Der Ort liegt etwa sieben Kilometer südwestlich der Kreisstadt Hameln, eingebettet in das Weserbergland und den Naturpark Weserbergland Schaumburg-Hameln. Nördlich des Dorfes liegt der Riepen und südlich der Todtenberg. Von Westen nach Osten durchfließt die Humme den Ort.

## Geschichte

### Ortsname

#### Entstehung
Im 13. Jahrhundert taucht der Ortsname erstmals in heimischen Urkunden, später im 14. und 15. Jahrhundert als „Berkele“, „Brackell“, „Barkel“, „Bercle“ und dem heutigen „Berkel“ auf. Die Schreibweise war damals nicht festgelegt. Seit dem 16. Jahrhundert blieb der Name unverändert.
Auffällig ist, dass das Nachbardorf Klein Berkel ursprünglich „Barchusen“, später „Berkesen“ oder auch „Berkensen“ hieß. Erst zu Beginn des Dreißigjährigen Krieges ist in einer Landbeschreibung des Amtes Aerzen von „Lutken Barckell“ und „Großen Barckell“ die Rede. Wahrscheinlich ist die Namensangleichung auf die Reformation oder die streng gegliederte Verwaltung des Herzog Julius von Braunschweig und Lüneburg zurückzuführen.
In der Folgezeit findet man die Namen „Großen Barckhel“, „Groten Barkel“, „Großen Berckell“ und im Plattdeutschen: „Grauten Barkel“.
Im 18. und 19. Jahrhundert gab es auch eine zusammengeschriebene Form: „Großenberkel“. Für den Postweg wurde dann 1882 die offizielle Bezeichnung „Grossberkel“ eingeführt. Danach tauchten auch Varianten mit Bindestrich auf: „Groß-Berkel“. Schließlich setzte sich die heutige Schreibweise Groß Berkel durch.

#### Bedeutung
Die Bedeutung des Namens „Berkel“ lässt sich heute nur schwer nachverfolgen. Möglich ist, dass die Bezeichnung von Birken, die früher oft als „Berken“ oder „Barken“ bezeichnet wurden, kommt, dabei ist die Endung auf „l“ mit dem damals oft abgeschliffenen „loh“ (= lichtes Gehölz) zu erklären. Eine weitere Möglichkeit ist die Aufspaltung des Namens in „ber“ oder „bar“ und „kel“ oder „kele“. Dann wäre die Bedeutung der ersten Silbe „Wasser“ und die der zweiten „Quelle“, was dann „Wasserquell“ hieße. Man könnte auch die Silbe „berk“ mit Berg gleichsetzen, sodass man mit dem angehängten „l“ (=loh) auf „Bergwald“ kommt.

### Ortswappen
Das Ortswappen ziert ein silberner Schützenvogel mit silberner Kette und Aufhängung vor rotem Hintergrund. Außerdem sind zwei goldene Querbalken im Wappen.
Die Geschichte des Ortswappens geht auf die Zeit vor dem Dreißigjährigen Krieg zurück. Einige Dörfer, die in der Nähe von Weser, Emmer oder Humme lagen, beteiligten sich regelmäßig an einem gemeinsamen Schützenfest mit Vogelschießen, das in Lügde stattfand. An den ersten drei Festtagen durften die Einheimischen versuchen den Schützenvogel abzuschießen und somit Schützenkönig zu werden. Der Gewinn bestand aus einem fetten Ochsen und dem Heu von drei Hufen Wiesenland oder ersatzweise 35 Talern. Wurde der Vogel an den ersten drei Tagen von den Einheimischen nicht geschossen, durften an einem vierten Tag Auswärtige ihr Glück versuchen. Auch ein junger Zimmermann aus Groß Berkel versuchte sein Glück und schoss den Vogel. Er gewann ihn somit für sein Dorf. Allerdings war daran die Verpflichtung gebunden, dass in Zukunft in Groß Berkel gefeiert werden musste. In den Wirren des Dreißigjährigen Krieges konnte das Fest nicht immer ausgeführt werden, die Geschenke mussten aus Armut wegfallen und die umliegenden Ortschaften konnten daher auch nicht mehr daran teilnehmen.
Ab 1732 ordnete der kurfürstliche Landesherr das Verbot jeglichen Scheibenschießens an, da er der Meinung war, dass die großen Gewinne reine Verschwendung seien und lieber für soziale Zwecke der Dorfgemeinschaft zur Verfügung gestellt werden sollten. Daraufhin wurde der Vogel lange Zeit verschlossen aufbewahrt, bis die Groß Berkler 1797 eine Schützengesellschaft gründeten, um das alte Brauchtum wieder zu pflegen.
Als Napoleons Truppen 1806 Groß Berkel besetzten, hatte der Schützenkönig den silbernen Vogel sicher versteckt. Allerdings konnte er nach Napoleons Abzug 1813 nicht wiedergefunden werden. Es vergingen einige Jahre, bis der silberne Vogel unter einem Schalbrett eines Hauses nahe bei der Kirche entdeckt wurde. Damit war das Vogelschießen wieder möglich geworden.
Nach 1813 erhielt das Fest eine neue Komponente, nämlich das Manöver. Dieses Manöver ahmte die Auseinandersetzung nach, die 1806 am Fuße des Todtenberges zwischen Franzosen und Preußen stattgefunden hatte und deswegen noch in frischer Erinnerung war.

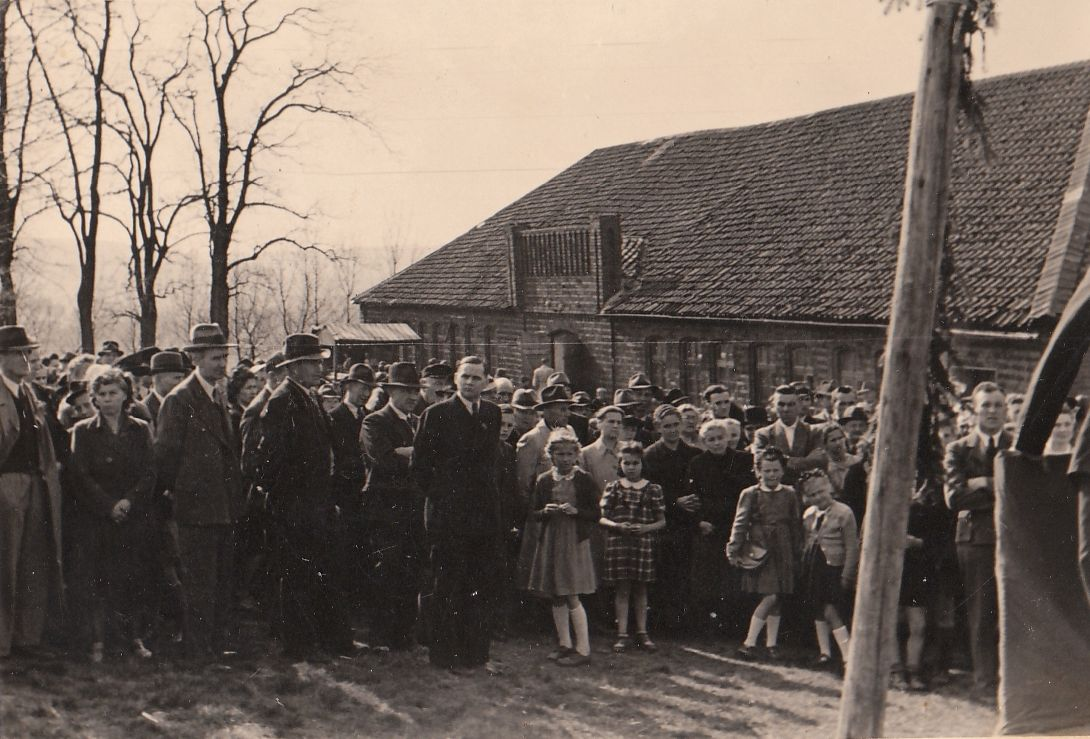
Rede zu einer Feier auf dem Todtenberg, im Hintergrund der große Tanzsaal

Selbst im Revolutionsjahr 1848, das in Groß Berkel relativ ruhig verlief, wurde etwas für ein Schützenfest getan. Zu der Zeit standen auf dem Kirchplatz hohe Pappeln, die umgeschlagen wurden und zum Bau eines Tanzzeltes auf dem Todtenberg verwendet wurden. Nach Errichtung des Zeltes wurde zusätzlich ein Festball nach dem Vogelschießen veranstaltet. Damit hatte das Fest mittlerweile drei Teile. Das Tanzzelt brachte die Dorfbewohner sicherlich auf die Idee, an seiner Stelle 1870 einen massiven Tanzsaal zu errichten, der erst 1968 abgerissen wurde.
Ab 1909 fand dann kein „klassisches“ Schützenfest mehr statt. Der Schützenvogel ist nicht mehr nach außerhalb vergeben worden, immer konnten Groß Berkler den Vogel abschießen und das Heu von der Schützenwiese auf dem Todtenberg ernten. Außerdem erhielt der Schützenkönig um die Jahrhundertwende eine Jagdflinte und einen Zylinder.
Nach dem Ersten Weltkrieg erfolgte im Jahr 1922 nach 125-jährigem Bestehen der alten Schützengesellschaft die Neugründung des Schützenverein Groß Berkel e. V.
Ende der 1920er Jahre durften die Landgemeinden für ihre kommunalen Amtsgeschäfte den Preußischen Adler nicht mehr verwenden. Sie besaßen jedoch keine eigenen Wappen, da sie bisher nicht dazu berechtigt waren. In Groß Berkel wurde der Entwurf mit dem heutigen Schützenvogel vorgelegt und von der Gemeinde genehmigt. Am 6. Oktober 1933 wurde durch das Preußische Staatsministerium der Landgemeinde Groß Berkel erlaubt, den Schützenvogel als Ortswappen zu führen.
1982 ließ man die alte Tradition wieder aufleben. Dafür werden alle zwei Jahre anlässlich des Altdorffestes Nachbildungen des Vogels aus Bronze hergestellt, die dem Gewinner des Wettbewerbes vom Ortsbürgermeister verliehen werden.
Am 1. Januar 1973 wurde Groß Berkel in den Flecken Aerzen eingegliedert.

## Kirche

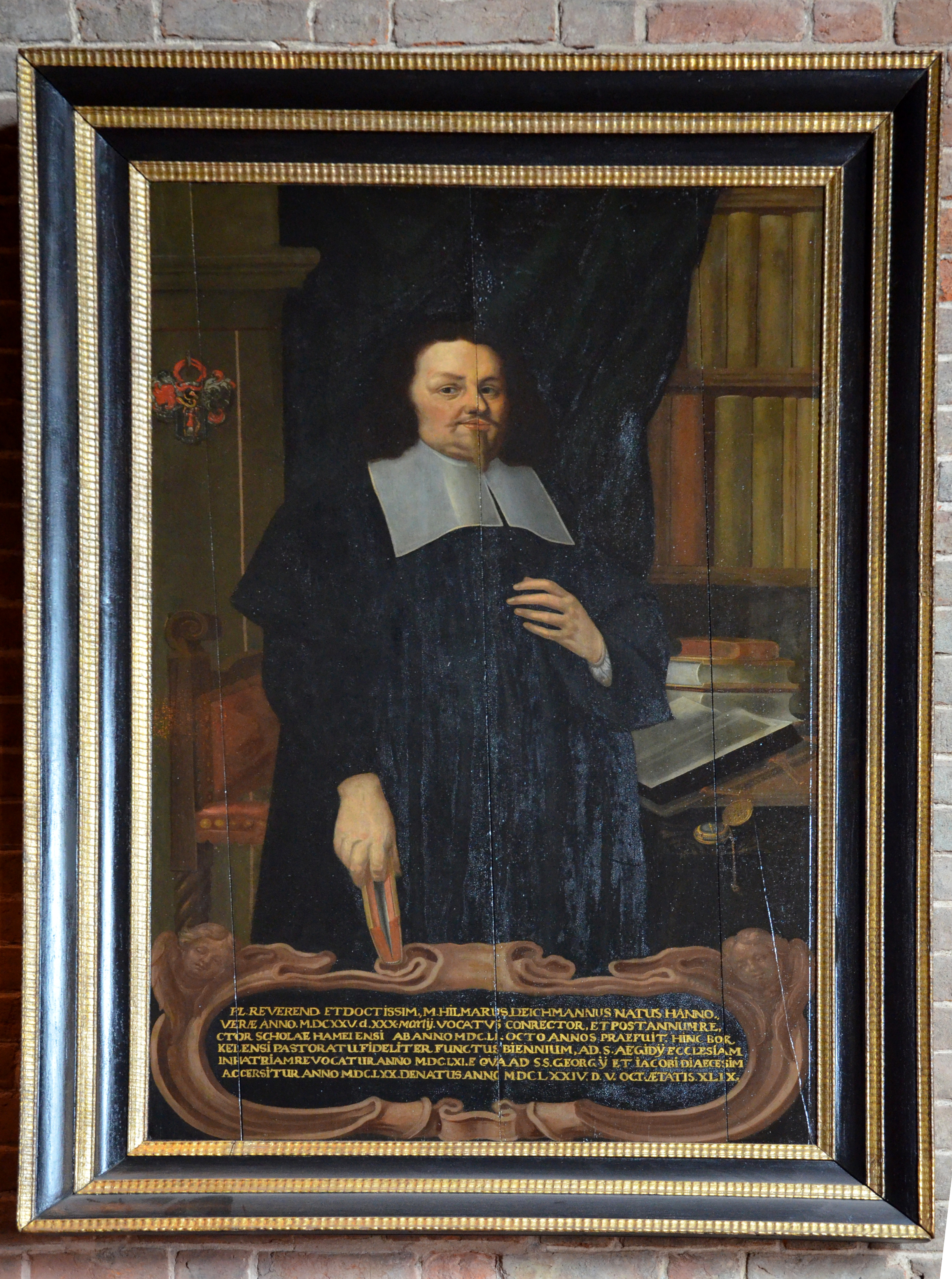
Mag. Hilmar Deichmann (1625–1674) predigte sechs Jahre in Groß Berkel

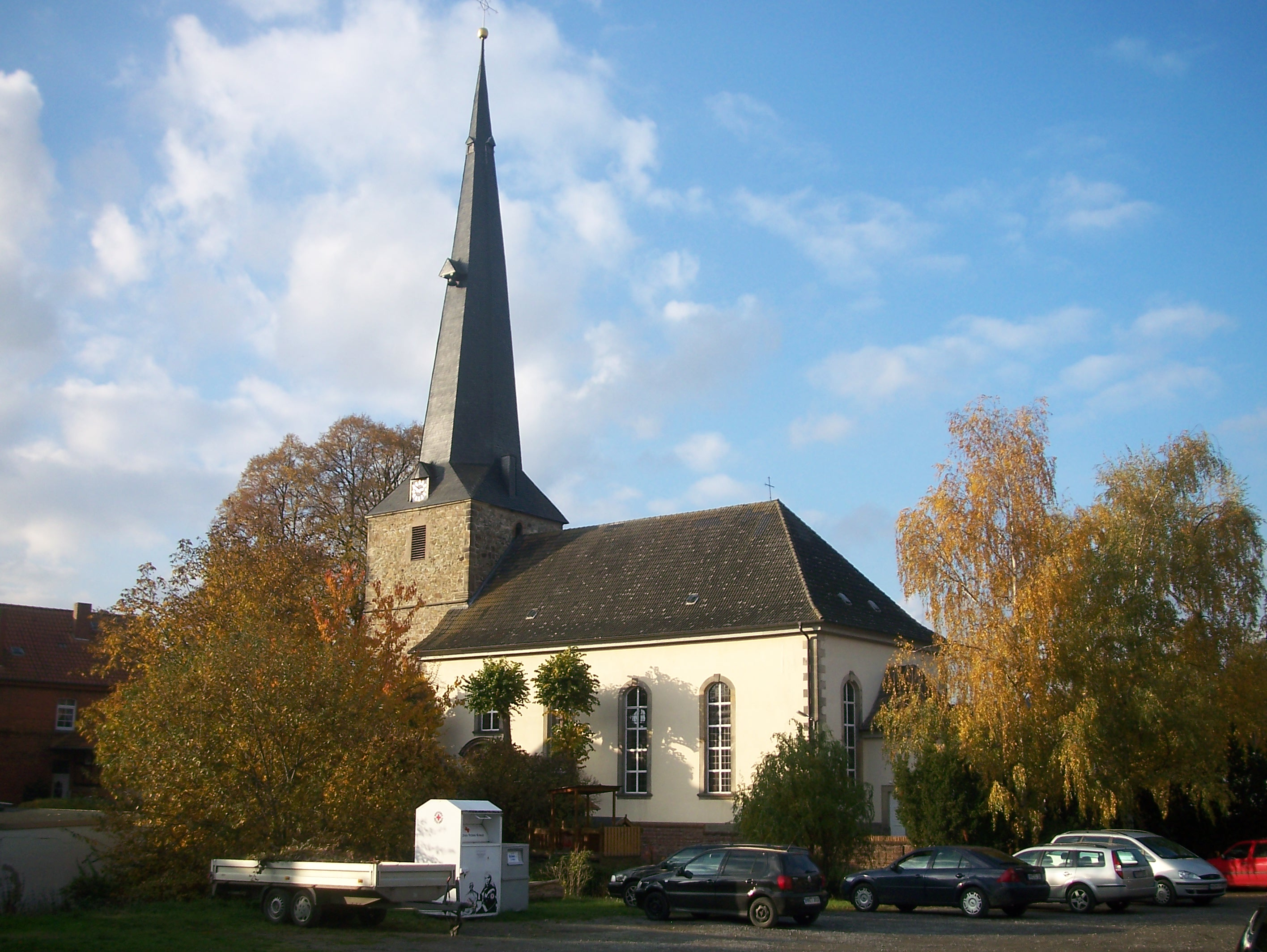
St.-Johannis-Kirche zu Groß Berkel

Im Ort befindet sich die 1777 neu erbaute evangelische Kirche St. Johannis, die mit ihrem 64 m hohen Kirchturm schon von weither sichtbar ist.
Der Name der Johanneskirche hat seinen Ursprung im Eröffnungsdatum von 1777 und dem ersten Gottesdienst nach der ersten großen Renovierung im Jahr 1909. Beide Tage fielen auf den 3. Sonntag im Advent – dem Gedenktag Johannes des Täufers.
Vor dem Neubau der heutigen Kirche gab es die kleinere „St. Laurentius Kirche“, die vermutlich 1548 erbaut wurde. Sie dürfte wahrscheinlich im Jahre 1647, gegen Ende des Dreißigjährigen Krieges, durch eine Feuersbrunst, die fast den ganzen Ort erfasste, zerstört worden sein. Gegen 1660 wurde der noch heute vorhandene Kirchturm erbaut, er ist also gute 100 Jahre älter als das 1777 erbaute Kirchenschiff.

## Kultur, Sehenswürdigkeiten und Freizeitgestaltung

### Altdorffest
1982 ins Leben gerufen, ist das alle zwei Jahre stattfindende Altdorffest aus dem Dorfleben nicht mehr wegzudenken. An zwei Tagen im Sommer finden zahlreiche Veranstaltungen im alten Ortskern und um die Kirche herum statt. Höhepunkte sind das Brenntrogrennen auf der Humme und das Vogelschießen (siehe Ortswappen).

### Die Maikuhle
Ein beliebtes Ausflugsziel und Veranstaltungsort, ist die „Maikuhle“. Sie liegt oberhalb von Groß Berkel am Südhang des Riepen.

## Bildung
Groß Berkel verfügt über eine Grundschule, die von ungefähr 230 Schülern besucht wird. Dazu gibt es den evang.-luth. St. Johannis Kindergarten, welcher ursprünglich an der St. Johannis-Kirche gelegen war. 2019 wurde ein Neubau des Kindergartens an der Straße „Ohrsche Straße“ direkt neben der Grundschule errichtet. Das ehemalige Kindergartengebäude im Ortskern „An der Kirche 28“ wird heute von der Großtagespflege „Rappelkiste Groß Berkel“ sowie der Lebenshilfe genutzt.

## Sport

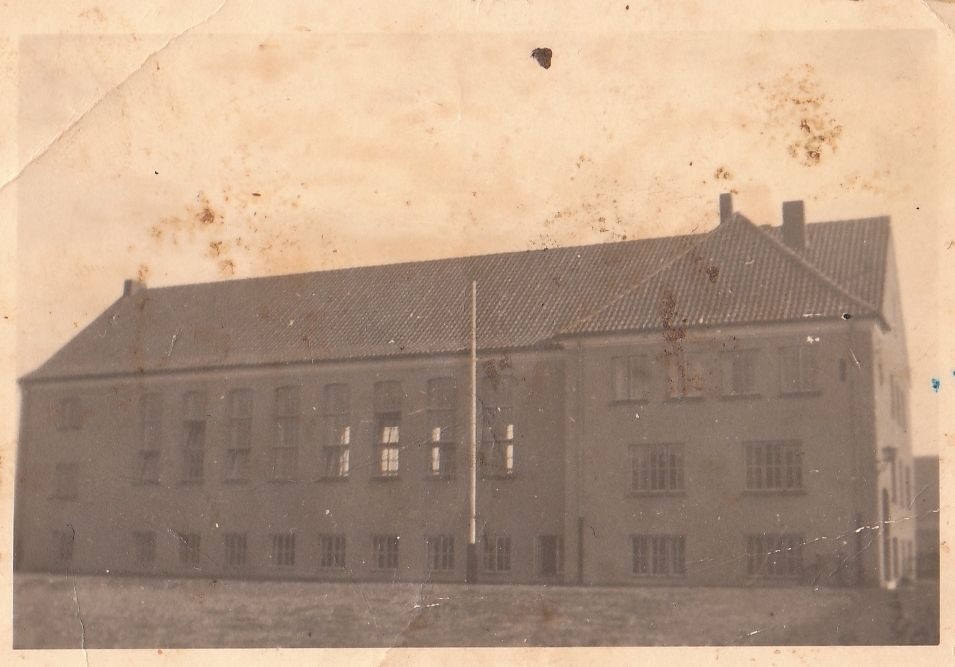
Alte Aufnahme der „Turnhalle“

Der TSV 05 Groß Berkel ist der in Groß Berkel ansässige Sportverein für alle allgemeinen Sportarten. Groß Berkel besitzt zwei Sporthallen und zwei Fußballplätze.
Die erste Sporthalle von Groß Berkel, im Volksmund einfach nur „Turnhalle“ genannt, wurde 1936 als Haus der deutschen Jugend errichtet. 1961 wurde die heutige Grundschule angebaut, so dass sie trotz der neuen Sporthalle bis heute als Sportstätte im Ort nicht wegzudenken ist.

## Gesundheit
In Groß Berkel gibt es eine Ärztin für Allgemeinmedizin und einen Zahnarzt. Außerdem ist die Humme-Apotheke in Groß Berkel ansässig.

## Gefahrenabwehr
In Groß Berkel gibt es eine Freiwillige Feuerwehr und eine Werkfeuerwehr der Firma Lenze. Die Freiwillige Feuerwehr Groß Berkel, eine Stützpunktfeuerwehr, gibt es seit rund 111 Jahren. Neben der Einsatzabteilung gibt es außerdem eine Jugendfeuerwehr, eine Kinderfeuerwehr („Flammbinis“) und eine Altersabteilung.
Die nächstgelegene Polizeidienststelle ist die Polizeistation Aerzen in Aerzen.

## Energieversorgung

### Elektrische Energie
Am 6. Februar 1905 gründeten 14 Grundbesitzer das Unternehmen Elektrizitätswerk Gr.Berkel GmbH. Mit Bildung dieser Firma wurde an der Humme unterhalb von Groß Berkel das E-Werk gebaut. Die Inbetriebnahme des E-Werks war am 25. Dezember 1906, seitdem gibt es elektrische Energie im Ort. Gewonnen wurde die Energie durch das Aufstauen der Humme. Mit der Wasserkraft wurden zwei Gleichstromgeneratoren betrieben, die zusammen eine Leistung von 34 kW hatten.
Diese Art der Stromversorgung gab es bis 1952, dann erfolgte der Anschluss an das Elektrizitätswerk Wesertal. Seit diesem Zeitpunkt gibt es den heute üblichen Wechsel- und Drehstrom.

### Gas
Die Gasversorgung gibt es seit Ende der 1970er Jahre. Die Versorgung liegt bei der E.ON Westfalen Weser AG.

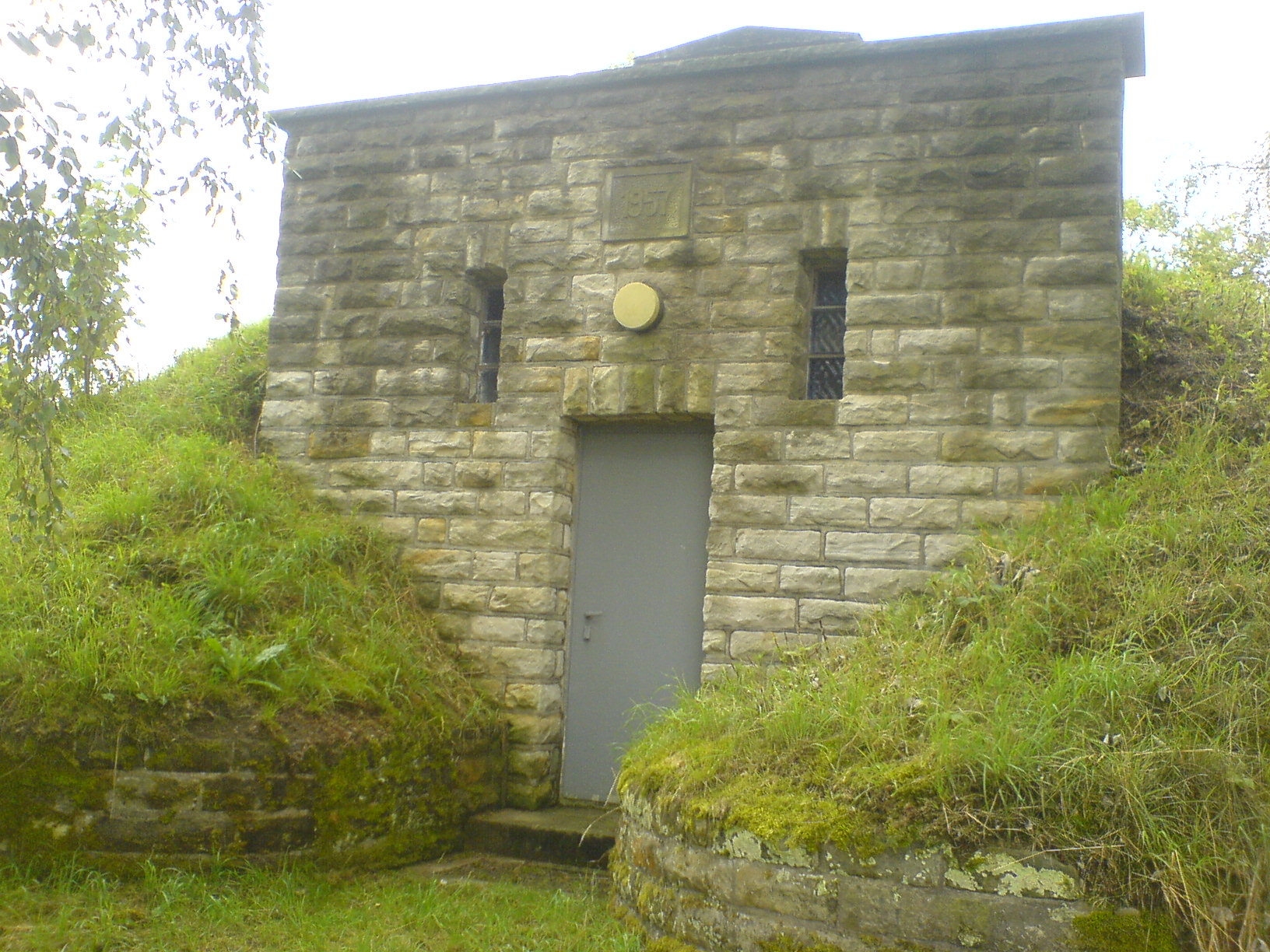
Wasserbehälter auf dem Todtenberg

### Trinkwasser
Für die Trinkwasserversorgung wurde 1957, auf dem Todtenberg, ein 300 m³ großer Hochbehälter errichtet. Dieser wird von einem weiteren Hochbehälter im Ortsteil Laatzen mit Trinkwasser versorgt.
Das Wassergewinnungsgebiet liegt mit seinen drei Brunnen und der Steuerzentrale in der Feldmark zwischen Groß Berkel und Laatzen. Es ist als Wasserschutzgebiet gekennzeichnet.
Derzeit obliegt dem Flecken Aerzen die Wasserversorgung.

### Abwasser
Das gesamte Abwasser wird über mehrere Pumpwerke, in eine Abwasserdruckleitung, zur Kläranlage Hameln geleitet. Zuvor hatte Groß Berkel bis Ende der 1980er Jahre eine Kläranlage am östlichen Ortsrand. Die Abwasserentsorgung obliegt dem Flecken Aerzen.

## Verkehr

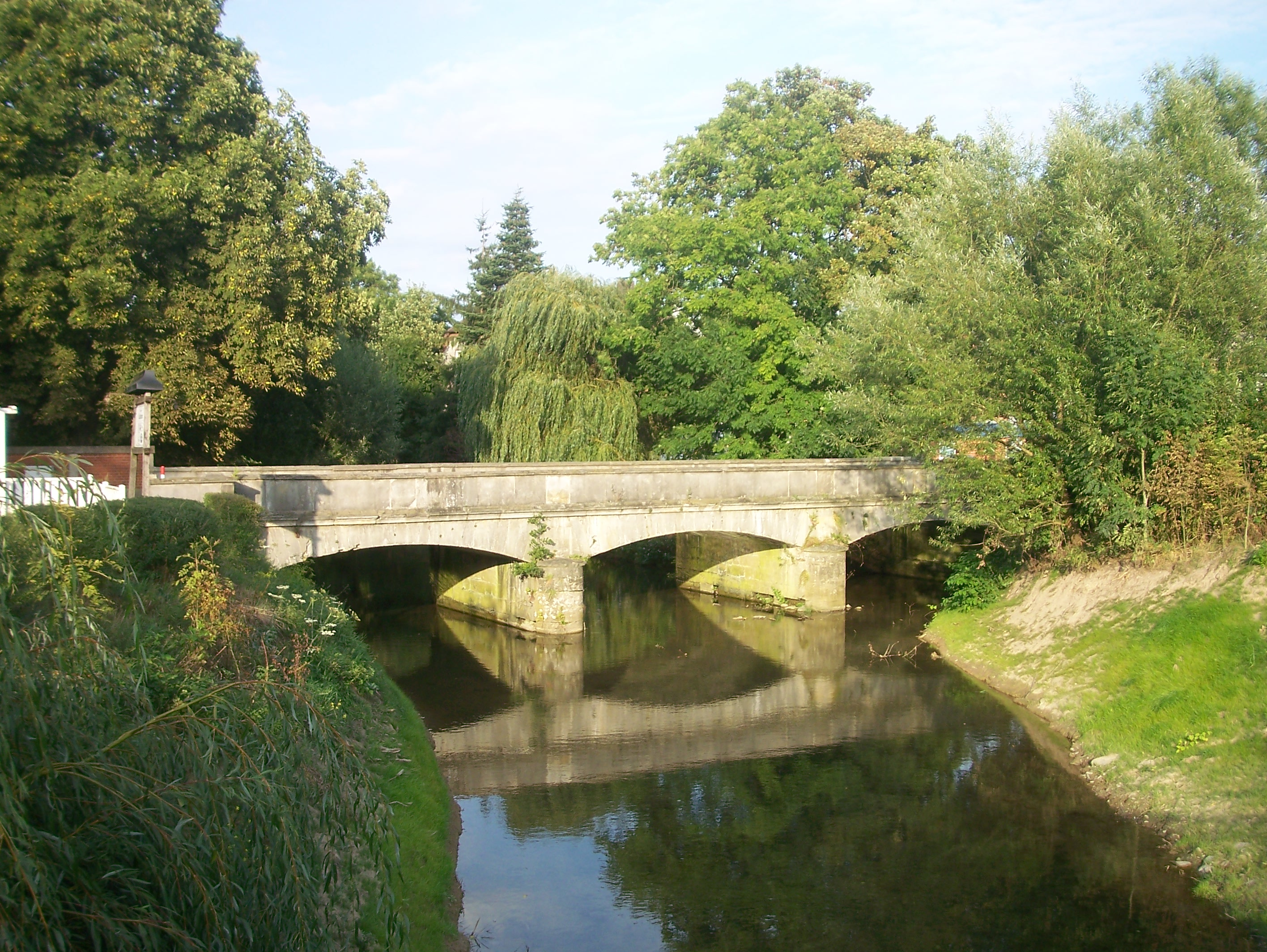
Die alte Hummebrücke – 1829 erbaut

### Straßenverkehr
Groß Berkel liegt direkt an der Bundesstraße 1. Die nächste Autobahn ist die Bundesautobahn 2 bei Rehren.

### Schienenverkehr
Von 1897 bis 1980 war Groß Berkel über die Begatalbahn an den SPNV in Richtung Hameln und Bielefeld angebunden. Der Güterverkehr wurde 1985 aufgegeben und die Strecke abgebaut.

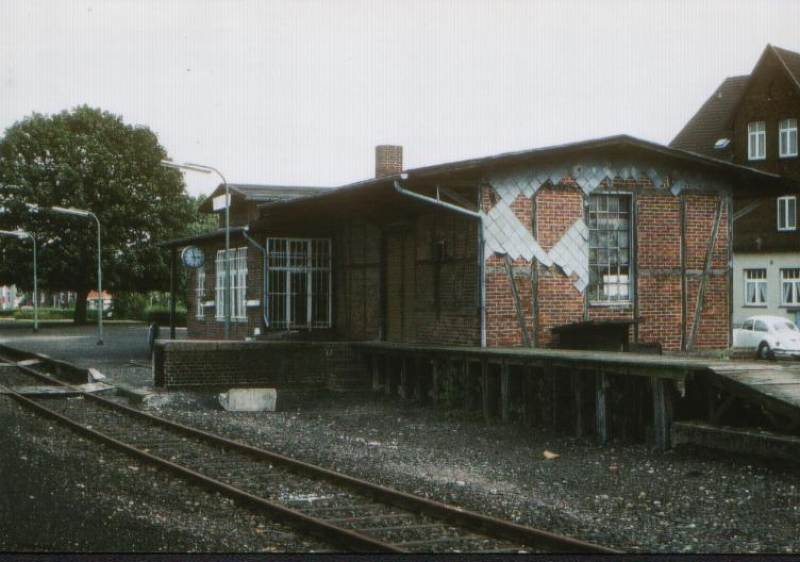
Das Bahnhofsgebäude 1980 – von der Gleisseite aus gesehen

Mit der Eröffnung der Bahnstrecke Hameln-Lage (Lager Bahn) am 31. Oktober 1897 erhielt Groß Berkel endlich einen eigenen Bahnanschluss. Der Bahnhof selbst war zu dieser Zeit wohl nur eine einfache Haltestelle mit Empfangsgebäude, Aborthaus – beide preußischer Musterbau – und einem Nebengleis mit Laderampe. Wann genau die Erweiterung zum Bahnhof erfolgte, ist nicht bekannt. Allerdings erfolgten bereits im Jahr 1912 größere Umbaumaßnahmen im Gleisfeld: Die Laderampe, die sich zuerst am östlichen Bahnhofsende befunden hatte, wurde an das westliche Bahnhofsende verlegt. Ebenfalls wurden zwei Ausweichgleise, eins davon sogar mit einem zweiten Bahnsteig, und zwei neue Ladegleise verlegt (Gleis 2, 4, 5 und 6). Dabei wurden auch mehrere Weichenpaare geändert.

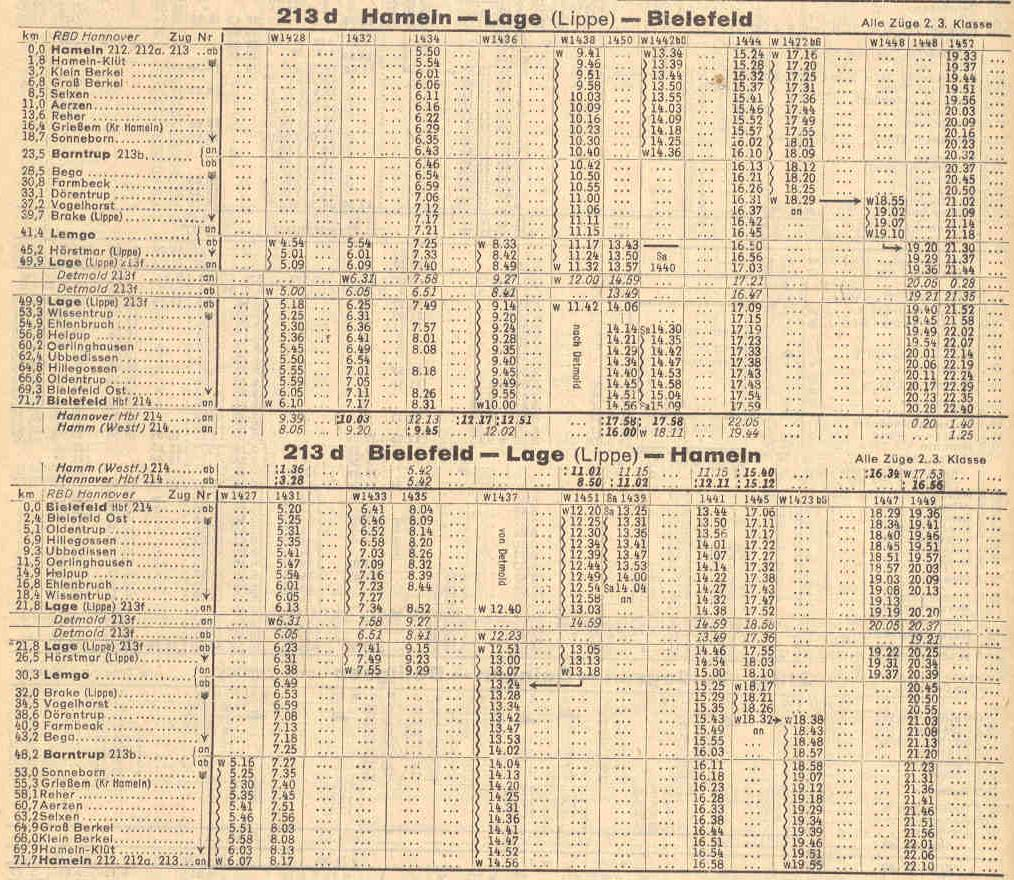
Fahrplan der Bahnstrecke Hameln-Lage-Bielefeld von 1944

Die nächste Änderung im Gleisfeld erfolgte mit der Begradigung der Schrankenkurve an der Reichsstraße 1, erst um 1935. Dadurch erhielt die Straße wieder ihre ursprüngliche und heutige Führung. In den Jahren nach dem Zweiten Weltkrieg wurde Gleis 2 entfernt. Ebenso wurde das Gleis 3 bis 1976 entfernt.
1973 wurde wegen Baufälligkeit der Wartesaal vom Empfangsgebäude abgerissen.
Mit der Stilllegung im Personenverkehr am 27. September 1980 wurden dann auch die übrigen Gleisanlagen mehr und mehr überflüssig. Schließlich erfolgte gegen Herbst 1985 der komplette Gleisabbau zwischen Hameln und Aerzen. Hiermit endete nach 83 Jahren die Geschichte der Eisenbahn in Groß Berkel.
Seit 1985 befindet sich das ehemalige Empfangsgebäude, das zuletzt sehr heruntergekommen war, in Privatbesitz – und das mittlerweile im wunderbar renovierten Zustand. Das restliche Bahnhofsareal wurde mit einer neuen Straße überbaut und nur noch an wenigen Stellen im Ort ist die alte Trasse zu erkennen.

### Flugverkehr
Die nächsten Flughäfen sind der Flughafen Hannover und Flughafen Paderborn/Lippstadt.

## Infrastruktur

### Erdfunkstelle

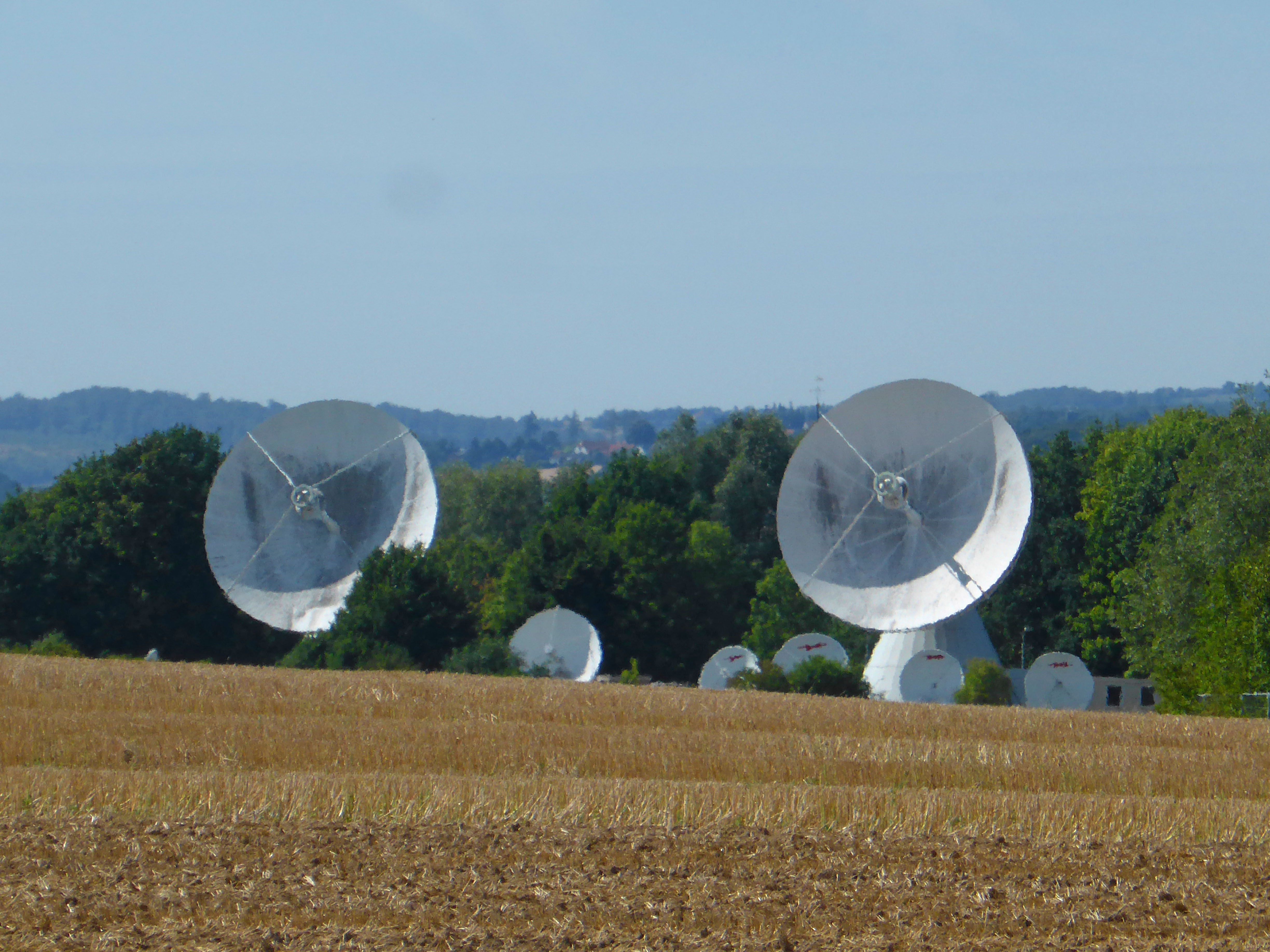
Erdfunkstelle (Teilansicht)

Außerhalb von Groß Berkel wurde im Jahr 1990 die viertgrößte Erdfunkstelle Deutschlands eröffnet. Sie ist mit ihren drei 15 Meter großen und den drei weiteren neun bis elf Meter großen Parabolantennen schon von weitem sichtbar. Nachdem sie von der Deutschen Bundespost eröffnet wurde, wechseln seit einigen Jahren regelmäßig die Betreiberunternehmen. Derzeit wird sie von CET Teleport betrieben.

### NATO-Station Laatzen
In der Zeit von 1964 bis 1995 befand sich oberhalb des Ortsteils Laatzen eine Raketenabwehrstation, die von der NATO eingerichtet wurde und der niederländischen Luftwaffe zugewiesen worden war. Die NATO sicherte sich damit in Zeiten des Kalten Krieges gegen einen Raketenangriff aus dem Warschauer Pakt ab. Benutzt wurde das HAWK-Waffensystem aus den USA.
Seit 1995 liegt das Gelände brach und wird als Übungsplatz für Hubschrauberlandungen der Bundeswehr genutzt.

### Straßenmeisterei
Bis 1999 war in Groß Berkel eine Straßenmeisterei untergebracht, die zum Straßenbauamt Hameln gehörte. Nach ihrer Auflösung wurde ihr Streckenbestand an die Straßenmeistereien in Hameln und Rinteln aufgeteilt.

### Ansässige Unternehmen
Folgende Firmen haben in Groß Berkel ihren Hauptsitz:
- Lenze SE, ein weltweit tätiger Hersteller für Antriebs- und Automatisierungstechnik.
- Gruse Maschinenbau GmbH & Co. KG, Deutschlands größter Hersteller von Hubtischen und Full-Service Maschinenbauer. Ehemals Produzent von Landmaschinen.

## Bildergalerie

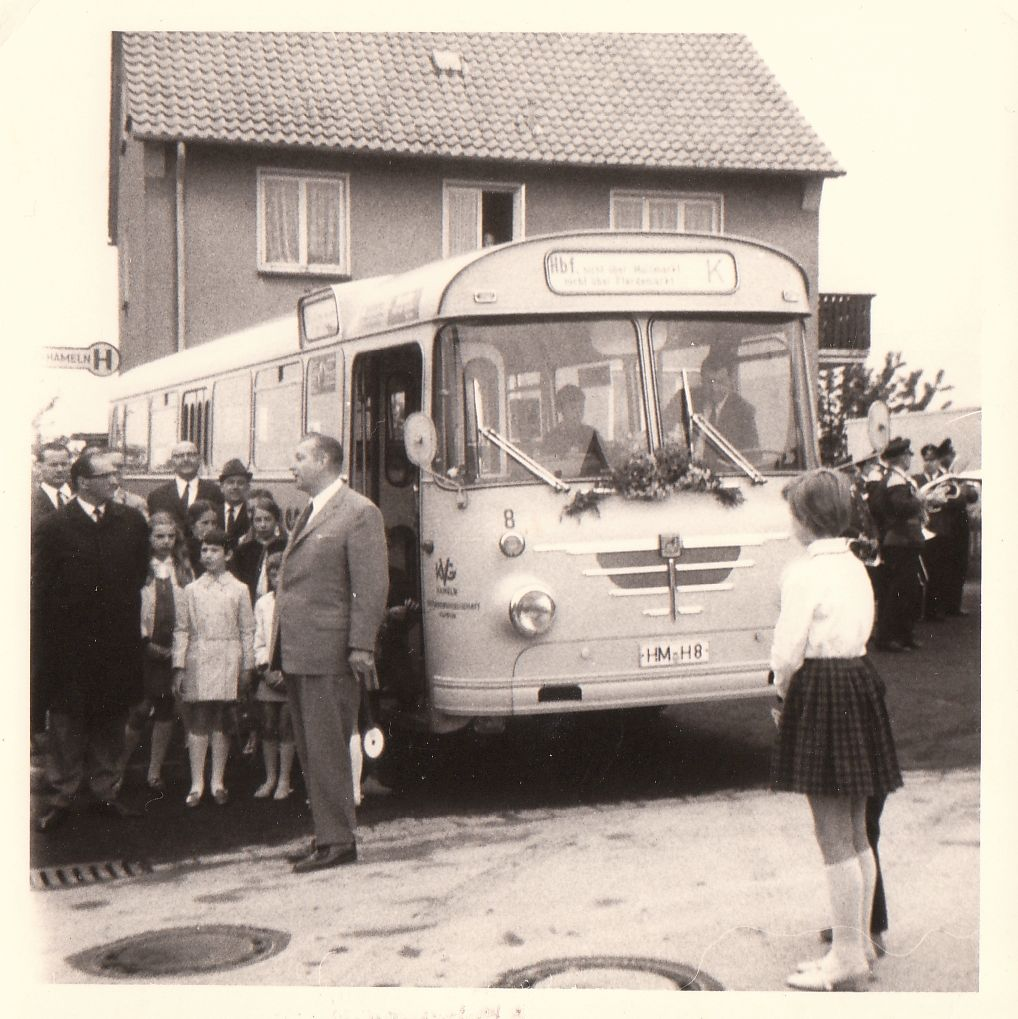
Eröffnung der ersten KVG-Buslinie in der Ostlandstraße
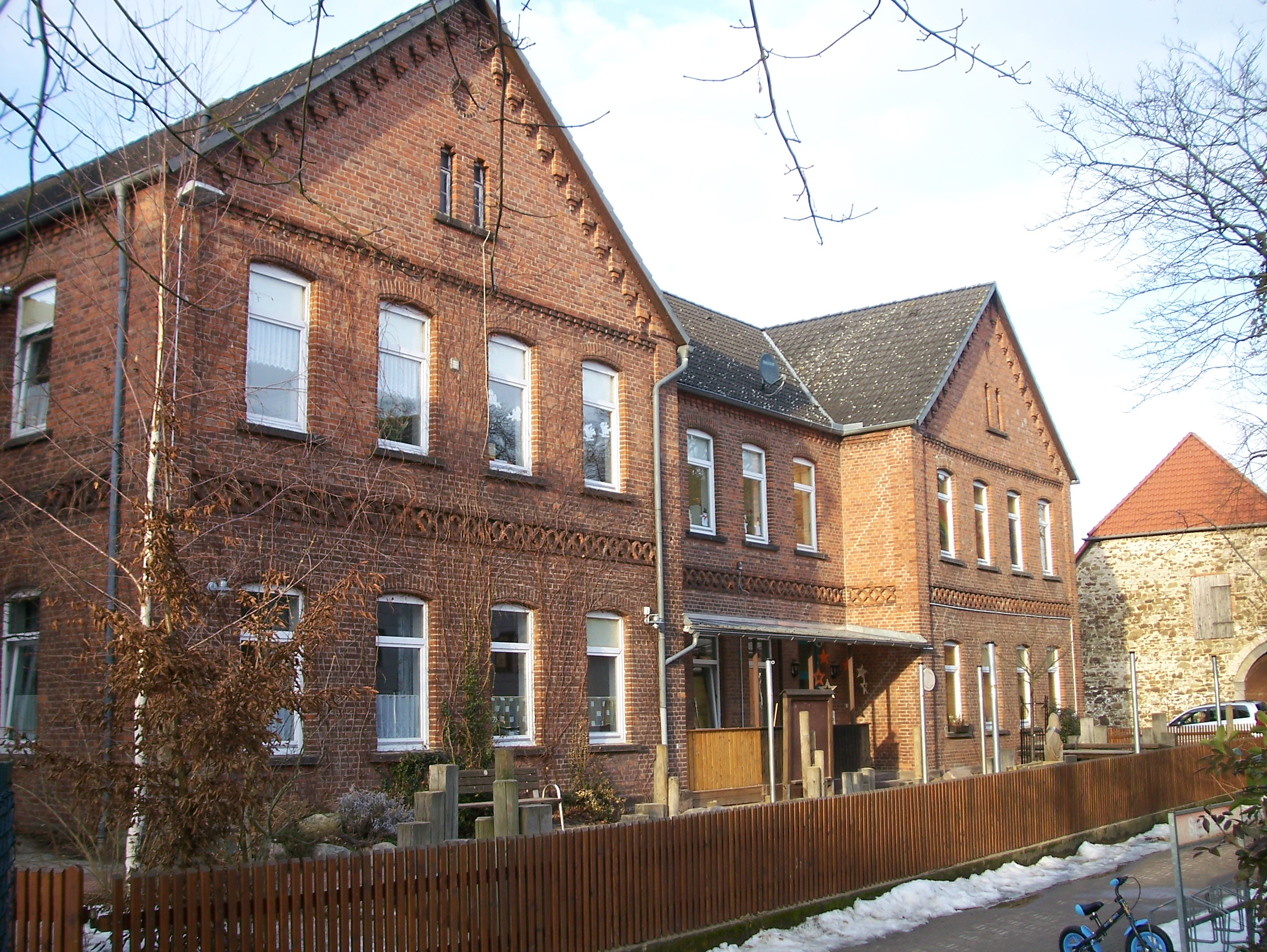
Der St.-Johannis-Kindergarten im alten Schulgebäude an der Kirche
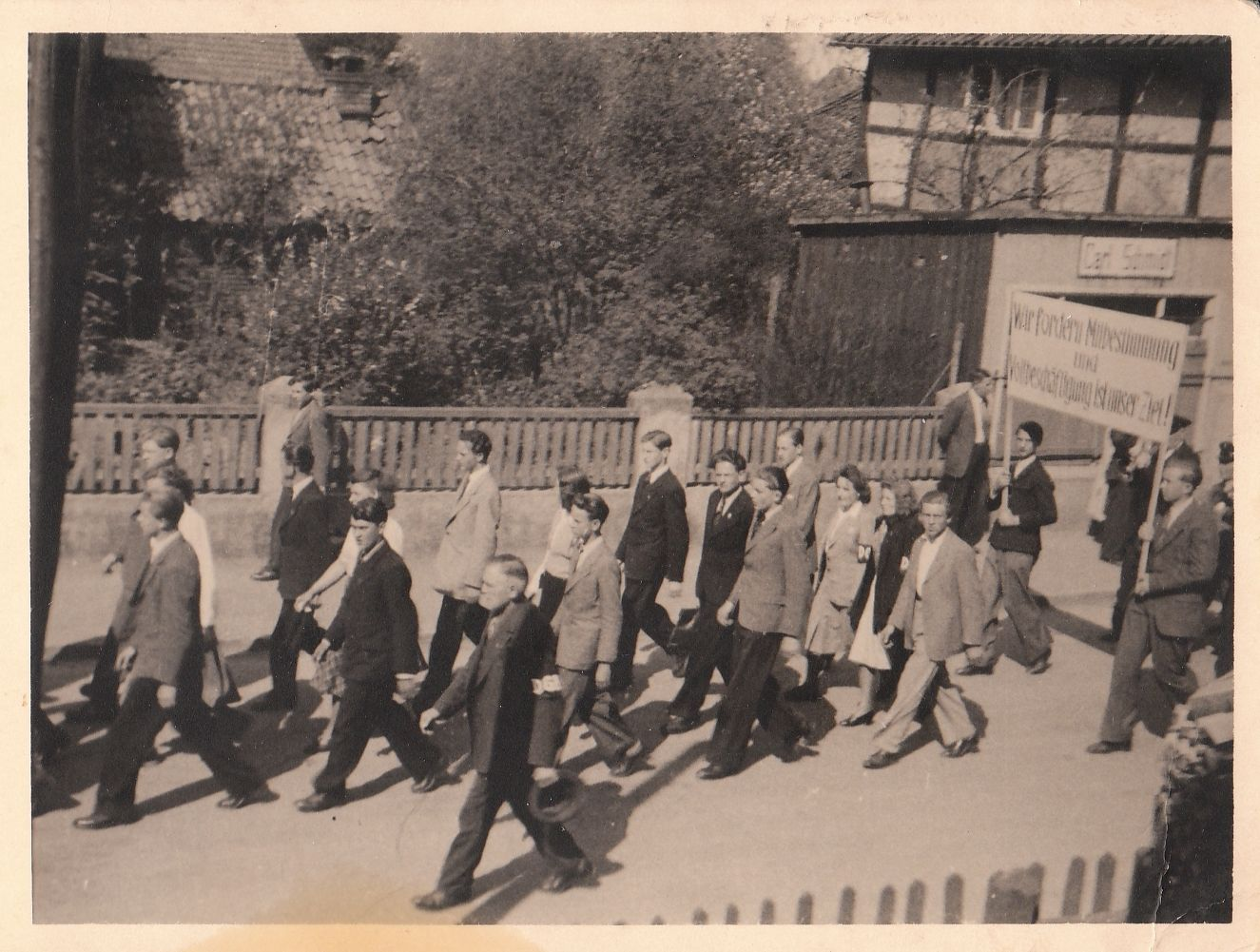
Protestmarsch des DGB am 1. Mai in der Dorfstraße
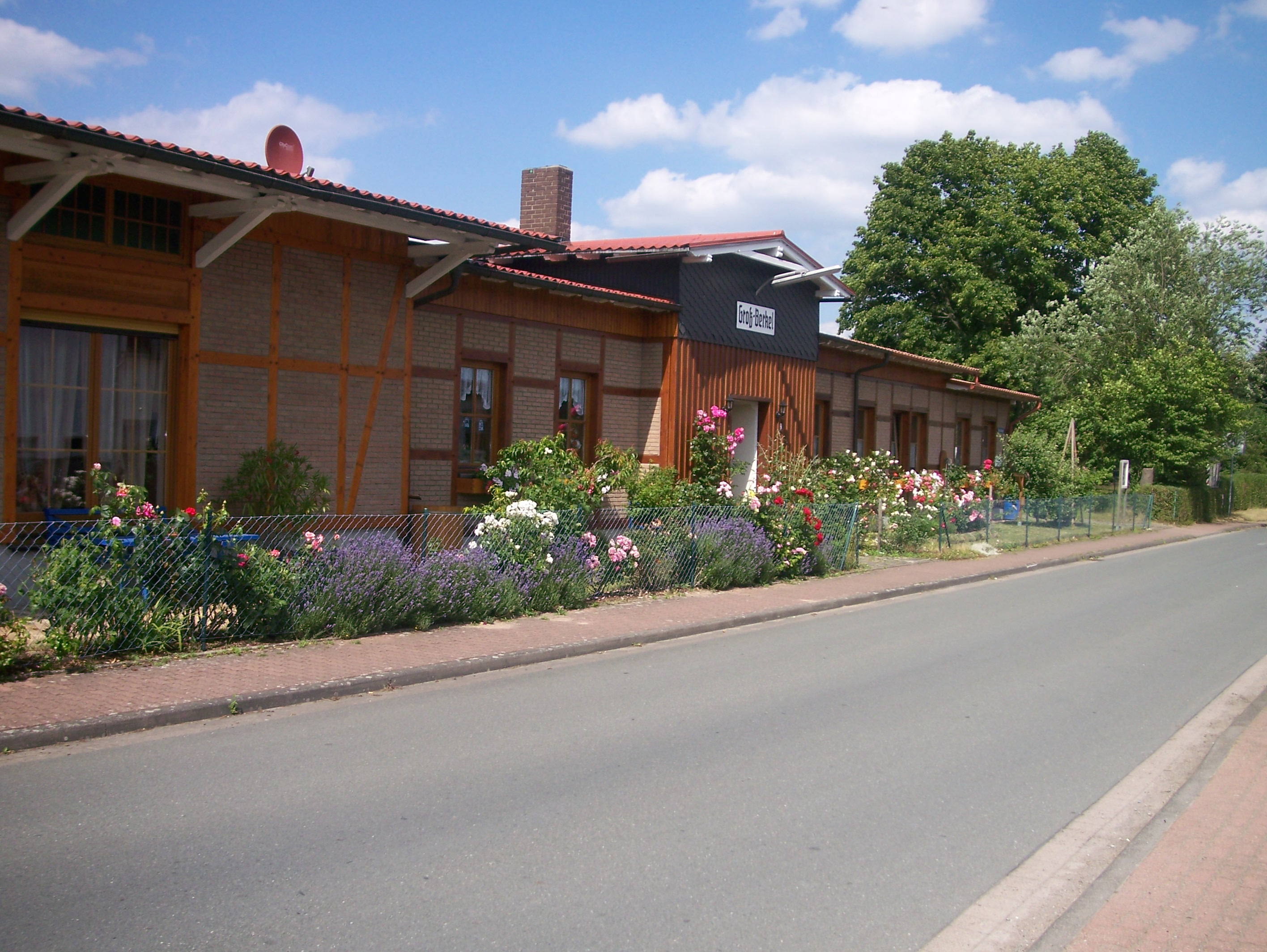
Ehemaliges Bahnhofsgebäude, heute als Wohnhaus genutzt (Straßenseite)
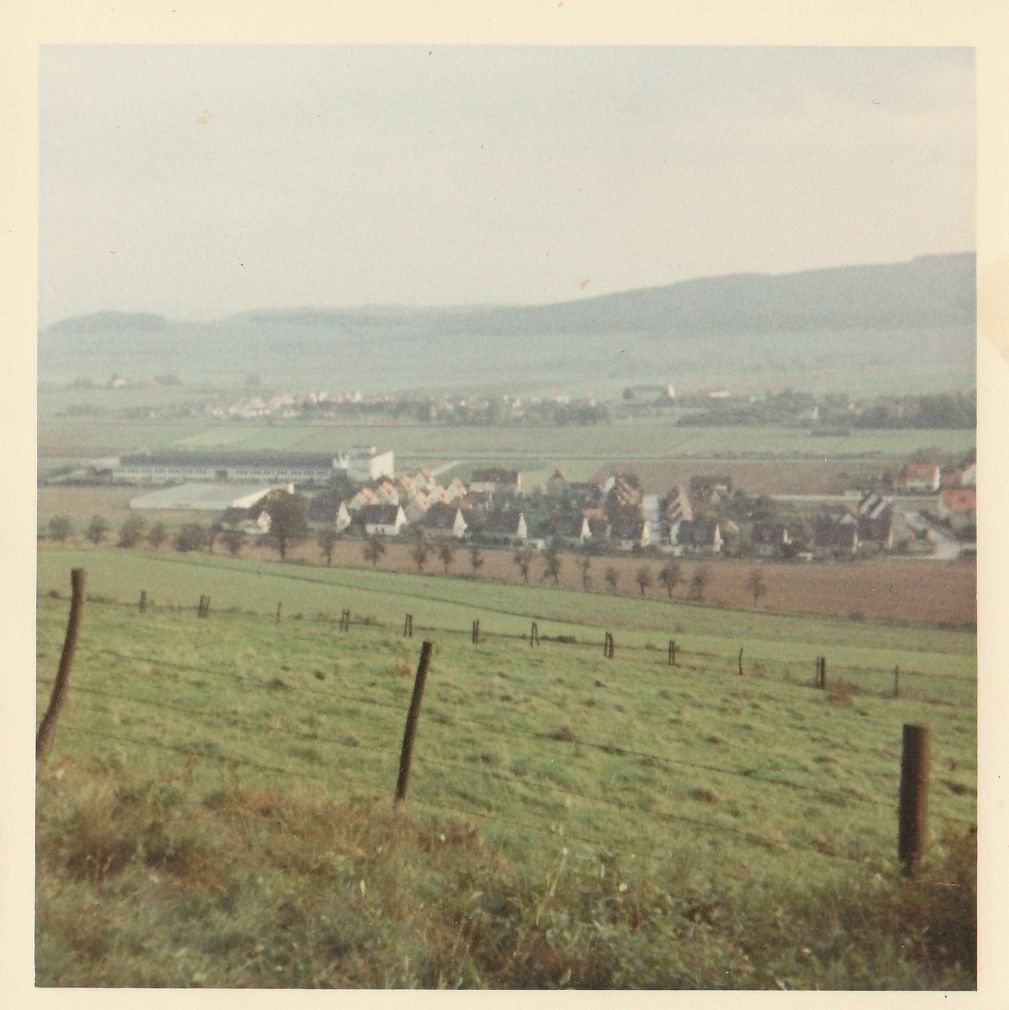
Blick vom Hang des Riepen auf die Siedlung an der Freiheit
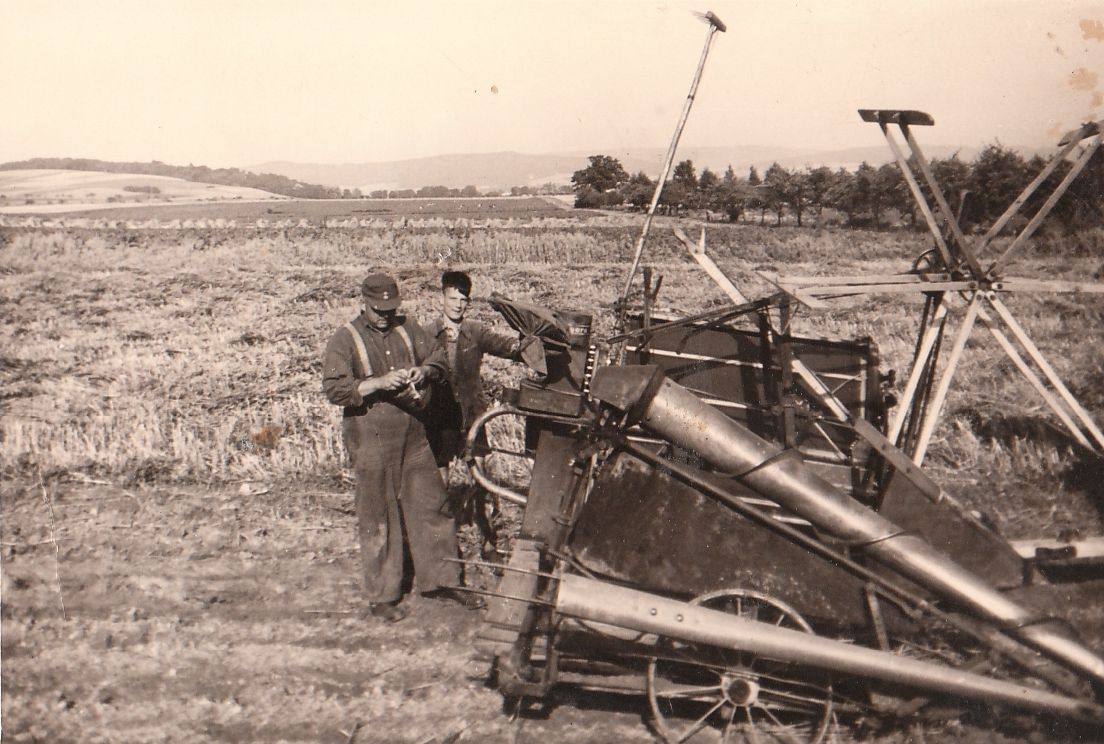
Ernte mit dem Mähbinder in der „Wanne“ zwischen Laatzen und Groß Berkel, 1958